# Сражение при Кентиш-Нок
Сражение при Кентиш-Нок — морское сражение Первой Англо-Голландской войны, состоявшееся 28 сентября (8 октября) 1652 года между английским флотом и флотом Соединённых Провинций в районе отмели Кентиш-Нок в 30 км к востоку от устья Темзы. Дезорганизованный внутренними конфликтами голландский флот оказался не в состоянии предпринять решительные действия и был вынужден отступить, потеряв два корабля и множество человек убитыми.

## Предыстория
Голландский лейтенант-адмирал Мартен Тромп был отправлен в отставку Генеральными штатами Нидерландов после его отказа сразиться с англичанами у Шетландских островов в августе 1652 года. Его преемником на посту верховного главнокомандующего голландским флотом стал вице-адмирал Витте де Витт из Адмиралтейства Роттердама. Это назначение вызвало раскол между провинциями Голландия и Зеландия, поскольку Витт был личным врагом командира флота Зеландии вице-адмирала Йохана Эвертсена, который сам оставил службу из-за конфликта с Генеральными Штатами. Тромп и Эвертсен были убежденными оранжистами, а Витт был верным слугой Штатов, которые стали доминировать в политической жизни Нидерландов после смерти штатгальтера Вильгельма II Оранского.
Витт выступал за более агрессивную морскую политику, направленную на уничтожение вражеского флота, вместо того, чтобы пассивно защищать торговые конвои от английских нападений. Он решил атаковать английский флот на рейде в Даунсе вблизи Дувра и вышел из Схоневельда 5 октября 1652 года. Однако флот попал в шторм, повредивший большинство судов. Кроме того, девять кораблей Михаила де Рюйтера, на поддержку которых рассчитывал Витт, были вынуждены вернуться в порт для ремонта. Рюйтер выразил мнение, что в таких условиях лучше избегать открытого столкновения с англичанами и продолжать охранять конвои, но Витт настаивал на решающем сражении.

## Битва
Флоты встретились 8 октября. Соединенные Провинции имели 62 корабля и около 1900 орудий и 7000 матросов; Англия — 68 кораблей под командованием Роберта Блейка с 2400 пушек и 10 000 матросов. Авангард голландского флота находился под командованием Михаила де Рюйтера, центром командовал сам Витт, а арьергардом — контр-адмирал Гидеон де Вильдт.
Около полудня 8 октября голландский флот увидел английский флот, шедший с юга. Накануне вечером флот Витта был застигнут бурей, и корабли оказались рассеяны. Пользуясь благоприятным ветром, Блейк решил использовать это для атаки на неупорядоченный строй голландцев.
Витт поспешно собрал свой флот около 14:30, за исключением пяти судов, которые дрейфовали слишком далеко на севере. Он решил перенести свой флаг с небольшого Prinses Louise на Brederode — бывший флагман Тромпа и самое мощное судно голландского флота. Однако экипаж корабля, верный Тромпу, отказался пустить его на борт, сделав даже предупредительный залп по лодке, в которой Витт направлялся к борту с документами от Генеральных штатов. Витт вообще имел плохую репутацию среди моряков — около сотни матросов покинули флот, когда стало известно, что он будет верховным главнокомандующим. Командор Корнелис Эвертсен, брат Йохана Эвертсена, был призван в качестве парламентера, но договориться с матросами не удалось. Когда вражеский флот был уже в пределах видимости, Витт был вынужден поднять свой флаг на большом, но медленном Prins Willem, где он обнаружил множество пьяных офицеров и неподготовленный экипаж.
Блейк также в преддверии боя сменил флагман и перебрался со слишком большого Sovereign на более маневренный Resolution. Бой начался около 17:00. Блейк рассчитывал сломать голландский строй, но при подходе английского флота большинство голландских кораблей начали отступать на восток. В то же время ветер значительно ослаб. В результате оба флота медленно проходили друг мимо друга в противоположном галсе. Это было очень неблагоприятно для голландцев: неудобный ветер давал англичанам преимущество в точности стрельбы, а английский флот и без того был лучше вооружен. Тем не менее некоторые английские корабли первоначально попали в тяжелую ситуацию: Sovereign и James сели на мель у Кентиш-Нок и с большим трудом снялись с неё. Resolution и Dolphin углублились слишком далеко вперед и оказались в окружении, но были спасены вмешательством других английских кораблей. Около 19:00 боевые действия прекратились в связи с наступлением темноты. В это время один голландский корабль, Maria, был захвачен англичанами, а другой — Gorcum — был брошен экипажем в полузатонувшем состоянии, но после этого спасен голландцами. Burgh van Alkmaar был взорван экипажем, чтобы он не достался врагу. После этого несколько голландских кораблей, чей моральный дух был сломлен этим взрывом, оставили поле боя.
На следующий день рано утром около десяти голландских кораблей, в основном под командованием капитанов из Зеландии, недовольных Виттом, нарушили присягу и отплыли домой. Это обычно связывают с тем, что Витт на утреннем военном совете назвал зеландийских капитанов трусами и предупредил их, что в Голландии ещё достаточно древесины, чтобы возвести виселицу для любого из них. Ситуация стала безнадежной для голландцев, но Витт ещё решился сделать последнее усилие.
Голландцы отплыли ещё дальше на юг в надежде получить благоприятный ветер. Этот план, однако, не удался: первые несколько кораблей, с трудом ловя ветер, отошли слишком далеко на запад и были сильно повреждены английским огнём. Ветер сменился на северо-восточный, вновь предоставив англичанам преимущество. Михаил де Рюйтер и Корнелис Эвертсен, наконец, смогли убедить Витта смириться с неизбежным, и голландский флот в конце дня начал отступление на восток.
Английский флот прекратил преследование, когда достиг фламандских отмелей. Здесь Витт решил быстро вывести флот в море в бассейне Вилингена, а затем сделать ещё одну попытку разгромить врага. Рюйтер на это тактично отметил: «Такая смелость слишком опасна». Под давлением офицеров Витт отказался от своей затеи и привел флот в Хеллевутслёйс 12 октября.

## Последствия
Голландцы признали после своего поражения, что они нуждались в более крупных кораблях для разгрома английского флота, и инициировали новую судостроительную программу. По словам Витта, причиной поражения был недостаток у голландского флота брандеров. Однако общественное мнение признало главным виновником провала самого Витта. В тот же вечер 12 октября Генеральные Штаты узнали о поражении и направили письмо Тромпу и Йохану Эвертсену с просьбой вернуться на службу. Витт перенес нервный срыв и был официально уволен с поста верховного главнокомандующего в мае 1653 года.

## Составы эскадр

### Англия (Роберт Блейк)
- Sovereign 106 орудий[1]
- Resolution 88
- James 66
- Triumph 60
- Vanguard 58
- Andrew 56
- Speaker 54
- Lion 50
- Convertine 44
- Garland 44
- Advice 42
- Diamond 42
- Foresight 42
- Pelican 42
- Ruby 42
- Assistance 40
- Assurance 40
- Dragon 40
- London 40 (переоборудованное торговое судно)
- Nonsuch 40
- President 40
- Richard and Martha 40 (переоборудованное торговое судно)
- Portsmouth 38
- Anthony Bonaventure 36 (переоборудованное торговое судно)
- Hound 36
- Guinea 34
- Hercules 34 (переоборудованное торговое судно)
- Lisbon Merchant 34 (переоборудованное торговое судно)
- Convert 32
- Mary 32
- Exchange 30 (переоборудованное торговое судно)
- Cullen 28 (переоборудованное торговое судно)
- Prudent Mary 28 (переоборудованное торговое судно)
- Advantage 26
- Falmouth 26
- Sampson 26
- Martha 25 (переоборудованное торговое судно)
- Golden Dove 24 (переоборудованное торговое судно)
- Old Warwick 24
- Pearl 24
- Acorn 22 (переоборудованное торговое судно)
- Cygnet 22
- Little President 22
- Nightingale 22
- Gift 16+ (переоборудованное торговое судно)
- Paradox 12
- Renown 10 (брандер)

### Нидерланды (Витте де Витт)
| Соединенные провинции       |                                     |        |
| Название                    | Командир                            | Орудия |
| Brederode                   | Абель Рулантс                       | 54     |
| Prins Willem                | вице-адмирал Витте де Витт          | 56     |
| Prinses Louijse             | командор Михаил де Рюйтер           | 48     |
| Vrede                       | контр-адмирал Гидеон де Вильдт      | 42     |
| Aartsengel Michiel          | Эммануил Залинген                   | 40     |
| Graaf Willem                | контр-адмирал Ян Гидеонсзон Вербург | 40     |
| Groningen                   | Абрахам ван дер Хюлст               | 40     |
| Vogelstruys                 | Дауэ Аукес                          | 40     |
| Vrede                       | Петер Саломонсзон                   | 30     |
| Prins te Paerd              | Корстьен Корстиенсен                | 38     |
| Drie Coningen               | Лукас Альбертсзон                   | 36     |
| Engel Gabriël               | Исаак Сверс                         | 36     |
| Prinses Louise              | Витте де Витт (на второй день)      | 36     |
| Zeelandia                   | Николас Марревельт                  | 36     |
| Hollandia                   | Альберт Классен де Графф            | 32     |
| Amsterdam                   | Адриан Кемпен                       | 30     |
| Faeme                       | Корнелис Лонке                      | 30     |
| Gorcum                      | Ян Якобсен ван Нес                  | 30     |
| Gouden Leeuw                | Якоб Адриансен Пенссен              | 30     |
| Haes in 't Veldt            | Лендерт ден Хаэн                    | 30     |
| Haes                        | Бастьен Кентсен                     | 30     |
| Liefde                      | Франс Крийссен Мангелер             | 30     |
| Maria                       | Клас Сал                            | 30     |
| Wapen van Enckhuysen        | Геррит Фемссен                      | 30     |
| Witte Lam                   | Корнелис ван Хутен                  | 30     |
| Arke Troijane               | Авраам ван Кампен                   | 28     |
| Breda                       | контр-адмирал Адриан Бруйнсвельд    | 28     |
| Zeeuwsche Leeuw             | командор Корнелис Эвертсен-старший  | 28     |
| Campen                      | Йорис ван дер Зен                   | 40     |
| Gelderland                  | Корнелис ван Вельсен                | 28     |
| Gouda                       | Ян Эгбертсен Омс                    | 28     |
| Leyden                      | Корнелис Холла                      | 28     |
| Prins Maurits               | Корнелис Петерсен Тенман            | 28     |
| Sint Franscisco             | Стоффель Юриенссен                  | 28     |
| Sint Pieter                 | Ян Янссен ван дер Вальк             | 28     |
| Star                        | Якоб Паульсен Корт                  | 28     |
| Westergo                    | Тиймен Классен                      | 28     |
| Zeeridder                   | Гиль Янссен                         | 28     |
| Zutphen                     | Эвоут Йеронсен                      | 28     |
| Dubbele Arend               | Аллерт Янссен                       | 26     |
| Kasteel van Medemblick      | Габриэль Антойниссен                | 26     |
| Sint Jan                    | Лауренс Лиспенсьер                  | 26     |
| Ter Goes                    | Корнелис Куйпер                     | 26     |
| Achilles                    | Дирк Шней                           | 28     |
| Burgh van Alkmaer           | Геррит Нобель                       | 28     |
| Hector van Troijen          | Рейнье Секема                       | 24     |
| Hollandsche Tuyn            | Хильбрандт Йеронсен                 | 24     |
| Monnick                     | Арент Дирксен                       | 24     |
| Sandenburg                  | Петер Горкум                        | 24     |
| Frisia                      | Шельте Виглема                      | 28     |
| Eenhoorn (брандер)          | Лауренс Йосиассен                   |        |
| Graaf Sonderlandt (брандер) | Хендрик Янссен                      |        |
| Vergulde Buys (брандер)     | Ари Корнелиссен                     |        |
| Vos (брандер)               | Ян Якобсен                          |        |